# キュルテペ
キュルテペ（トルコ語: Kültepe、「灰の丘」を意味する）は、トルコのカイセリ県にある遺跡。キュルテペにもっとも近い現代の都市は、約20km南西のカイセリである。キュルテペ遺跡は遺丘、キュルテペ本体、およびアッシリアの集落が発見された麓の町から構成される。紀元前20世紀のアッシリアの文書ではカネシュ（Kaneš）と呼ばれていた。のちにヒッタイト人は通常ネサ（Neša）、ときにアニサ（Aniša）と呼んだ。
ヒッタイト人はこの町を自分たちの原郷とする伝説を持っていた。ヒッタイト人自身はヒッタイト語のことをネシリ（nešili）と呼んだ。これは「ネサの言葉」を意味する。

## 歴史

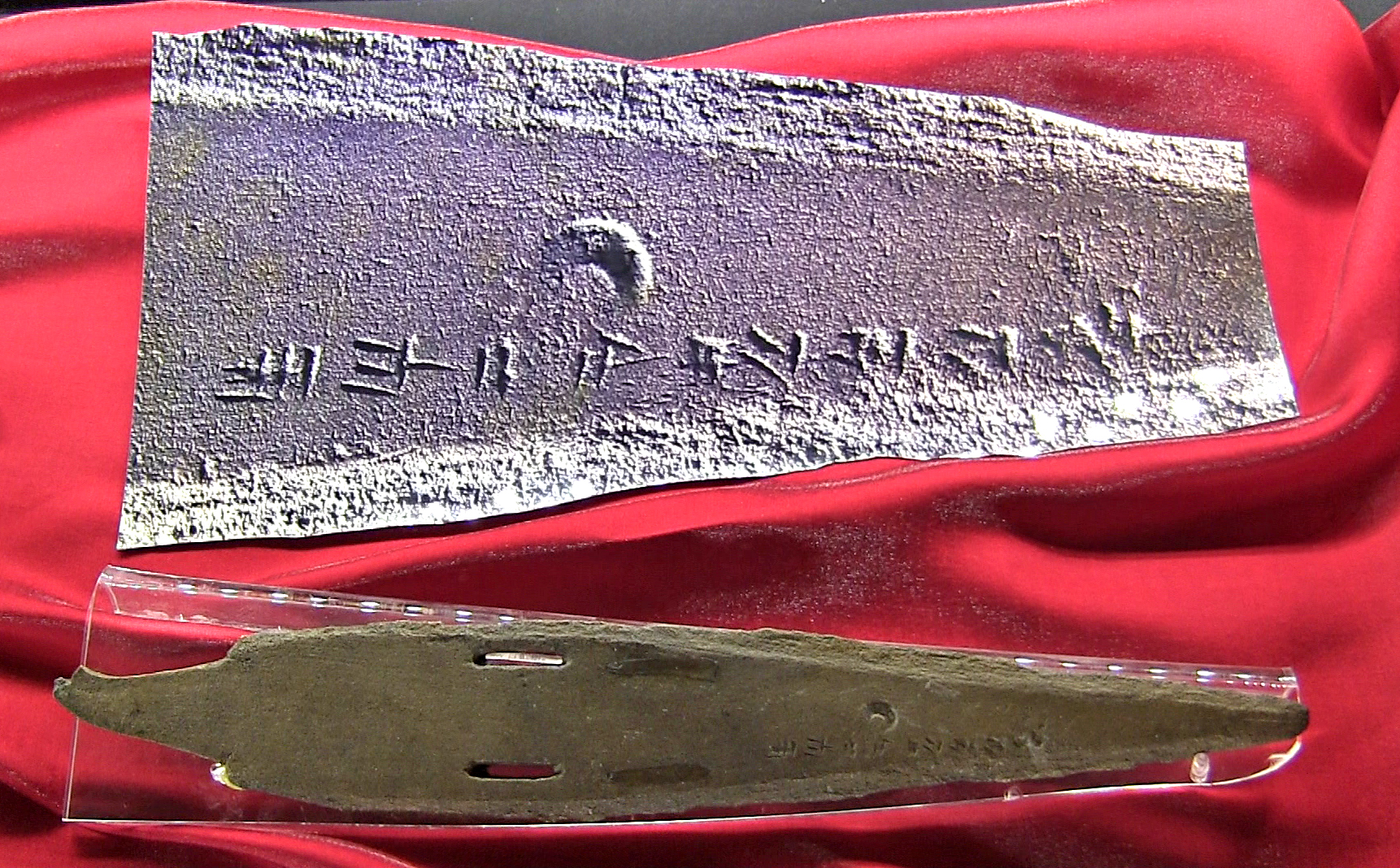
青銅の槍先、楔形文字でアニッタの名を記す

カネシュは、銅器時代からローマ時代まで継続的に人が住んでおり、ハッティ、ヒッタイト、フルリの重要な都市として栄えた。紀元前21-18世紀には古アッシリアのアッシリア商人達たちによるカールム（商業植民地）があった。このカールムは「アナトリアの全アッシリア商業植民地網の管理・流通の中心地」であったらしい。後世（紀元前1400年ごろ）の証言によれば、アッカド王ナラム・シン（在位紀元前2254-2218年ごろ）に対して反乱を起こした17人の王のうちにカネシュ王ジパニがあったという。この遺跡では紀元前20世紀のヒッタイト語最古の資料（インド・ヨーロッパ語族の言語の最古の資料でもある）が発見された。

### ヒッタイト王国の起源
ボアズキョイで発見されたヒッタイト語文書によれば、ザルプワ王ウフナがネサ（カネシュ）を攻撃した後、ザルプワの人々は町のシウシュ神の像を奪った。クッシャラ王ピトハナはネサを「夜に、力で」征服したが、「町の人に対して悪事を働くことはなかった」。ネサはピトハナの息子のアニッタに対して反乱を起こしたが、アニッタは反乱を制圧し、ネサに都を置いた。アニッタはさらにザルプワを侵略し、その王フッジヤをとらえ、ネサのシウシュ神像を元に戻した。このようにしてクッシャラの王朝がネサの支配権を得たとする。この物語がそのまま史実とできるかどうかは不明であるが、ネサにおけるアニッタの支配は考古学的に証明されている。
紀元前17世紀にヒッタイト人は、かつてアニッタが呪ったハットゥシャに首都を移し、ヒッタイト王国を築いた。ヒッタイト語のことをネシリ（Nešili、ネサの言語を意味する）と呼ぶのはこの歴史的経緯に由来する。

## 考古学

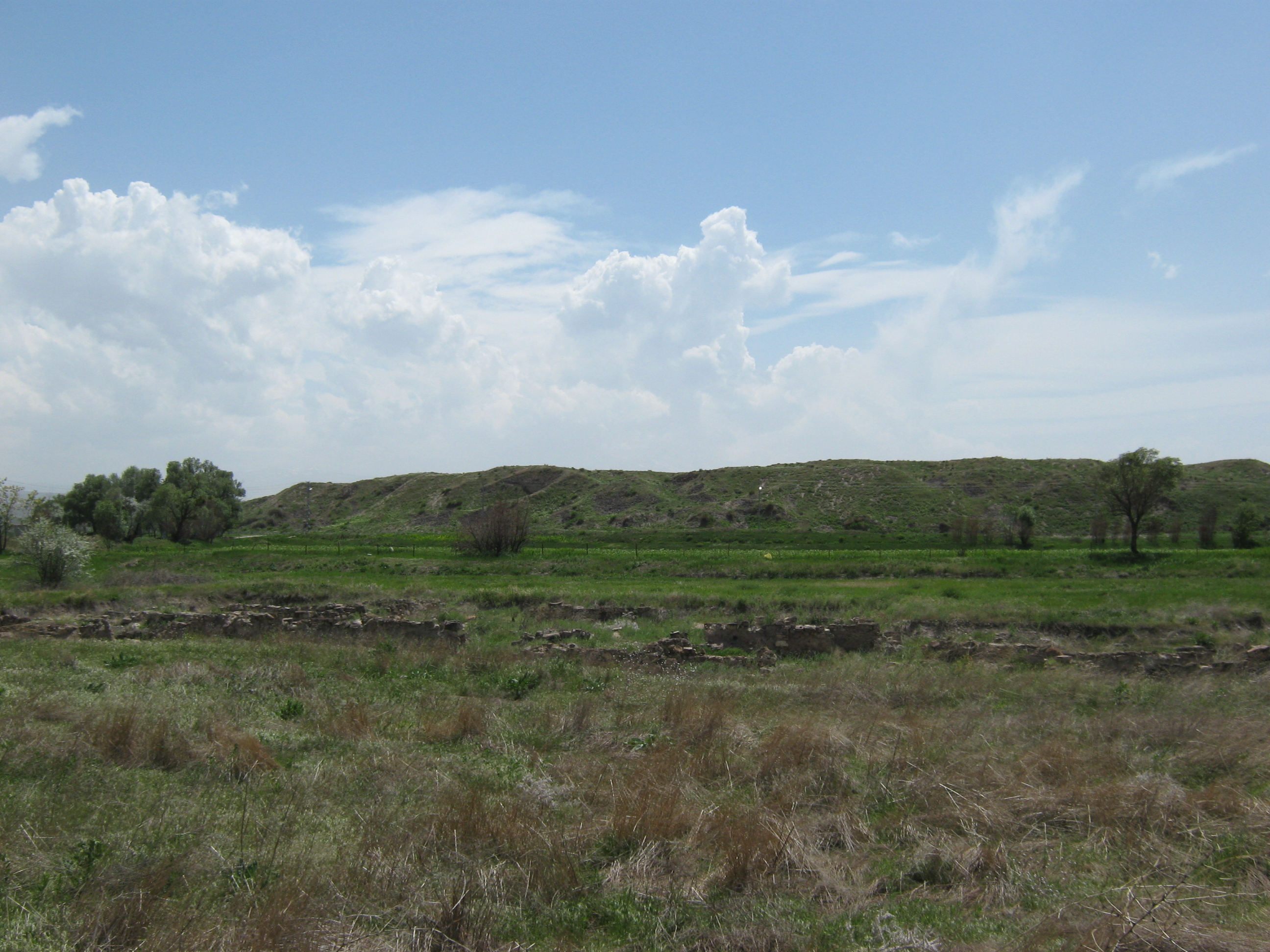
麓の町から遺丘を望む

カールム時代の中央アナトリア

1925年、ベドジフ・フロズニーはキュルテペを発掘して、楔形文字が記された1000枚以上の粘土板を発見した。粘土板はプラハとイスタンブルに所蔵されている。
現代の考古学的調査は1948年に開始し、トルコ歴史学会および古物・博物館総局の共同チームによって発掘された。調査団はタフシン・オズギュチが2005年に没するまで率いた。
- IV-III層：カールムの最初の集落が作られたこの層についてはほとんど発掘されていない(Mellaart 1957)。文献は発見されておらず、考古学者はどちらの層の住人も文字は知らなかっただろうと仮定している。
- II層：紀元前1974-1836年（フェーンホフによるメソポタミア中期の編年による）。 この時代の職人は動物の形をした陶製の飲み物の器を作ることを専門としており、器はしばしば宗教祭儀に使われた。アッシリアの商人が、当時カネシュと呼ばれた都市に隣接して、商業的植民地（カールム）を建設した。この層の末期にエシュヌンナのナラム・シンの印章が発見されているが(Özkan 1993)、激しく焼けている。
- Ib層：紀元前1798-1740年。都市はしばらく放棄されたのち、古い町のあとに再建され、ふたたび裕福な貿易中心地になった。古アッシリアのシャムシ・アダド1世はエカラートゥムとアッシュールを征服し、その子でアッシュールを治めたイシュメ・ダガン1世が植民地の貿易を管理した。しかし、植民地はふたたび火災によって破壊された。
- Ia層：都市部はふたたび人が住むようになったが、アッシリアの植民地には人が住まなくなった。この文化は初期ヒッタイトのもので、ヒッタイト語でカネサと呼ばれるようになったが、さらに縮められたネサの方が一般的に使われた。

II層の火災の原因は、学者によってはエシュヌンナ王によるアッシュール征服に結びつけているが、トレバー・ブライスはウフナの攻撃のためと考えている。Ib層の火災を学者によってはアッシュールの滅亡に帰し、別な学者は周辺の諸王、最終的にバビロンのハンムラビに帰している。
今までに2万枚を越える楔形文字を記した粘土板がキュルテペから発見されている。

### カールム・カネシュ

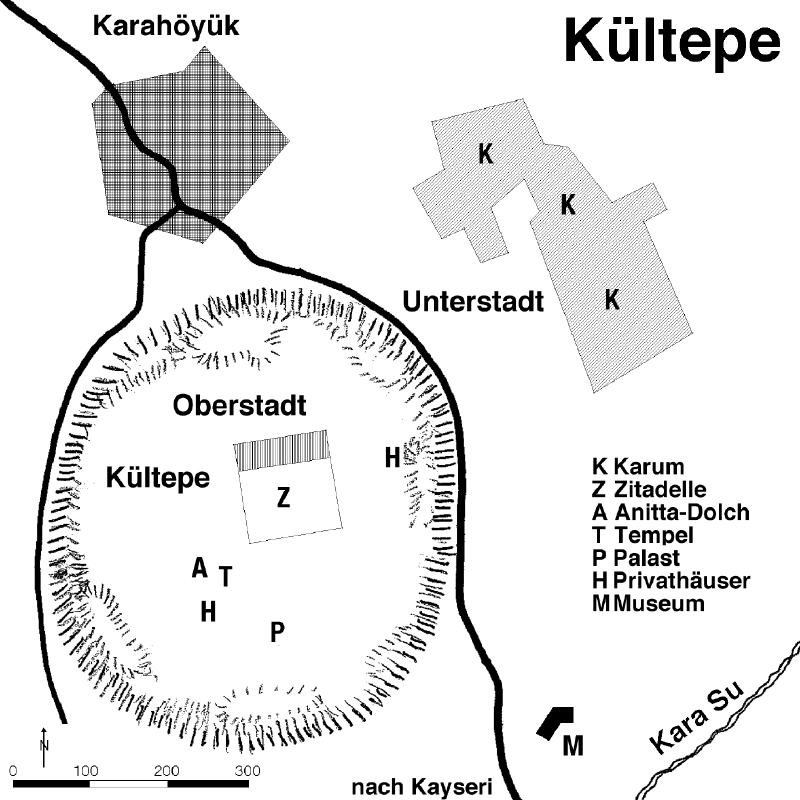
キュルテペの地図。Kがカールム、Zが宮殿、Tが寺院跡

キュルテペの地区のうち歴史学者の興味をもっとも強く引くのはカールムである。これは、銅器時代の早期アッシリアの商人のために、品物がカールムの中に留まっているかぎり税を収めずに使用できるように現地の役人によって権利放棄された区画である。カールムという語は当時のリンガ・フランカであったアッカド語で「港」を意味したが、後にその意味が拡張されて、海に面しているかどうかと無関係に商業植民地を指すようになった。
アナトリアの別のいくつかの都市にもカールムがあったが、カネシュのものが最大であり、カールムの中にはアッシリアからの兵士や商人が数百年にわたって住んでいた。彼らは現地の錫や羊毛をアッシリア本土やエラムの贅沢品や食料、香料、織物などと交換していた。
キュルテペ遺跡本体は直径550mの大きな円形のマウンドで、20mほど高くなっている。宮殿や寺院の跡がある。集落は層序学的にいくつかの年代にまたがって作られた。新しい建物が早期のものの遺跡の上に立てられたため、先史時代から早期ヒッタイト時代に至る深い層序が存在する。
カールムはII層およびIb層の2回にわたって火災によって破壊された。居住者はその財産の大部分を置いたまま去り、現代の考古学者によって発見されている。
発見物のうちには大量の焼かれた粘土板があり、そのいくつかは粘土の容器に入れられて円筒印章で封がされている。これらの文書はアッシリア植民地とアッシュールの都市国家の間、アッシリア人商人と現地人の間の貿易といった日常の活動が記録されている。貿易は国家よりも家族単位で行われた。キュルテペ文書はアナトリア最古の文書である。古アッシリア語で書かれているものの、文書の中のヒッタイト語の借用語や固有名詞は、インド・ヨーロッパ語族最古の記録になっている。考古学的資料の大部分はアッシリアではなくアナトリアに典型的なものであるが、楔形文字が使用されていることと、その方言によってアッシリア人の存在が示唆される。

### ワルシャマ・サライの年代
II層の破壊はきわめて全面的なものであり、年輪年代学に必要となる樹木が存在しない。2003年、コーネル大学の研究者らは、都市の残りの地域からIb層の木材が何世紀も前に建設されたものであると発表した。ワルシャマ・サライの建築物の年代を紀元前1832年のものとしたが、再検討によって紀元前1779年に改めた。